# Aftermath (film 1994)
Aftermath è un cortometraggio Horror del 1994 diretto dal regista spagnolo Nacho Cerdà.

## Trama
L'opera inizia documentando il lavoro di un anatomopatologo durante l'autopsia su alcuni corpi. Terminate queste scene, viene seguito il lavoro di un secondo anatomopatologo su un terzo cadavere, una giovane donna appena morta in un incidente stradale. Dopo aver restituito ai genitori il crocifisso che la ragazza portava al collo, l'uomo inizia il suo "lavoro": esegue numerosi scatti fotografici mentre mutila e violenta il povero corpo indifeso, per finire l'autopsia portandosi via il cuore. Il corto termina con una scena nella quale l'uomo, rilassandosi davanti alla televisione, dà in pasto al suo cane il cuore della ragazza.

## Premi
- Fant-Asia Film Festival - Miglior cortometraggio - 1997